# Kommunalkredit Austria
Die Kommunalkredit Austria AG ist eine Spezialbank für Infrastruktur- und Energiefinanzierungen in Europa. 

Ehemaliges Logo

## Geschichte
1958 wurde die „Österreichische Kommunalkredit Aktiengesellschaft zur Aufschließung von Industriegelände“ von Bruno Kreisky (Staatssekretär im Bundesministerium für auswärtige Angelegenheiten) und Hermann Withalm (Staatssekretär im Bundesministerium für Finanzen) gegründet mit dem Ziel, Investitionsvorhaben mit besonders hohem arbeitsmarktpolitischem Effekt zu unterstützen. 1984 erfolgte die Umbenennung in „Österreichische Kommunalkredit Aktiengesellschaft“ mit Fokus auf die Förderung von Umweltschutzinvestitionen.
Mit Inkrafttreten des Umweltförderungsgesetzes im Jahr 1993 wurde die Bank mit dem Management der Umweltförderungen der Republik Österreich und des Umwelt- und Wasserwirtschaftsfonds betraut. Über ihre Tochtergesellschaft Kommunalkredit Public Consulting betreute sie die Abwicklung öffentlicher Förderungsprogramme sowie die Durchführung nationaler und internationaler Beratungsprojekte in den Bereichen Umweltförderung, Siedlungswasserwirtschaft und Altlasten. Zudem wickelte die Fördertochter unter anderem das Österreichische JI/CDM-Programm ab (Ankauf von Emissionsreduktionseinheiten zur Erreichung des österreichischen Kyoto-Ziels).
1998 erfolgte die Änderung des Firmennamens auf „Kommunalkredit Austria AG“.
Durch den Zusammenbruch des Interbankengeschäftes im Zuge der Finanzkrise 2007/2008 drohte der Kommunalkredit Austria im Herbst 2008 die Zahlungsunfähigkeit. Daher musste die Bank Staatshilfe in Anspruch nehmen. Die Republik Österreich unterzeichnete am 3. November 2008 einen Kaufvertrag zum Erwerb der Anteile der Aktionäre Österreichische Volksbanken-AG, Wien, und Dexia Crédit Local, Paris. Im Herbst 2015 wurde die Kommunalkredit wieder privatisiert und an ein Konsortium britisch-irischer Investmentfirmen verkauft.

## Geschäftstätigkeit
Die Kommunalkredit bietet Beratung, Strukturierung, Arrangierung und Finanzierung über den gesamten Lebenszyklus eines Infrastrukturprojekts hinweg an. 2018 lancierte die Bank ihren ersten Debt Fund und erweiterte somit ihr Produktangebot um den Bereich Asset Management. In ihrem Geschäftsmodell konzentriert sie sich vor allem auf die Segmente Energie & Umwelt, Verkehr, Soziale Infrastruktur, Kommunikation & Digitalisierung sowie Natural Resources. Die Kommunalkredit Gruppe beschäftigt über 400 Mitarbeiterinnen und Mitarbeiter. Der Hauptsitz ist in Wien, Österreich. Eine Zweigstelle befindet sich in Frankfurt am Main, Deutschland.
Im Geschäftsjahr 2023 erwirtschaftete die Kommunalkredit einen Jahresüberschuss nach Steuern von EUR 100,5 Mio. und ein operatives Ergebnis von EUR 134,3 Mio. Das Neugeschäftsvolumen überstieg 2021 mit EUR 2.146 Mio. erstmals die Zwei-Milliarden-Grenze. 2023 lag das Neugeschäftsvolumen bei EUR 1,6 Mrd. Die Bank ist vor allem in den Ländern der Europäischen Union und assoziierten EU-Staaten aktiv, vereinzelt aber auch in den USA, Afrika und Israel. Dazu gehörten unter anderem die Finanzierung von E-Ladestationen, die Refinanzierung für den Breitbandausbau im ländlichen Raum, die Finanzierung von städtischen und regionalen Verkehrsverbindungen oder die Finanzierung von Solarprojekten.
Die Kommunalkredit steht zu 99,80 % im Eigentum der Satere Beteiligungsverwaltungs GmbH; 0,20 % hält der Österreichische Gemeindebund.

## Beteiligungen
Die Kommunalkredit hält 90 % an der Kommunalkredit Public Consulting (KPC). Die KPC entwickelt, implementiert und managt Förderungsprogramme der öffentlichen Hand im Umwelt- und Energiebereich. Im Geschäftsjahr 2023 vergab die KPC Förderungsgelder in Höhe von EUR 1.735 Mio. In Summe wurden 2023 insgesamt 633.403 Projekte mit einem Investitionsvolumen von rund EUR 7.100 Mio. gefördert. Das entspricht einer Steigerung der Investitionen von rund 19 % im Vergleich zum Geschäftsjahr 2022.
Im ersten Halbjahr 2019 hat die Kommunalkredit durch Gründung der Gesellschaften Fidelio KA Beteiligung GmbH, Fidelio KA Advisory GmbH und Fidelio KA Infrastructure Opportunities Fund GP S. à r. l. die Strukturen und Voraussetzungen für die Auflage von Fonds zur Investition von Drittmitteln in Infrastruktur- und Energieprojekte geschaffen. Der Final Close für den ersten Subfonds „Fidelio KA Infrastructure Debt Fund Europe 1“ wurde im ersten Quartal 2020 abgeschlossen. Seit Ende 2021 ist der Subfonds voll investiert und derzeit in der Reifephase. Der zweite Teilfonds, „Fidelio KA Infrastructure Debt Fund Europe 2“, ist ein Artikel-8-Fonds gemäß SFDR (Sustainable Finance Disclosure Regulation), der im August 2022 aufgelegt wurde. Auch dieser Fonds konzentriert sich auf strukturierte Infrastruktur- und Energieprojekte in Europa, die im gewichteten Durchschnitt als „Investmentgrade“ eingestuft werden. Dieser Teilfonds legt noch stärkeren Wert auf ökologische und soziale Aspekte bei der Auswahl der Assets.
Die Kommunalnet E-Government Solutions GmbH (Kommunalnet), eine 45-%-Beteiligung der Kommunalkredit, ist elektronisches Arbeits- und Informationsportal sowie soziales Netzwerk der österreichischen Gemeinden. Mit Ende Dezember 2023 hatte Kommunalnet 18.414 registrierte Nutzer aus 2.107 österreichischen Gemeinden und Gemeindeverbänden. Damit verfügt Kommunalnet über einen Marktanteil im Gemeindebereich von 98 %